# 338 (numero)
Trecentotrentotto (338) è il numero naturale dopo il 337 e prima del 339.

## Proprietà matematiche
- È un numero composto dai seguenti divisori: 1, 2, 13, 26, 169, 338. Poiché la somma dei suoi divisori è 211 < 338, è un numero difettivo.
- È un numero pari.
- È un numero felice.
- È un numero nontotiente.
- È un numero palindromo nel sistema di numerazione posizionale a base 12 (242).
- È parte delle terne pitagoriche (130, 312, 338), (238, 240, 338), (338, 2184, 2210), (338, 28560, 28562).

## Astronomia
- 338P/McNaught è una cometa periodica del sistema solare.
- 338 Budrosa è un asteroide della fascia principale del sistema solare.

## Astronautica
- Cosmos 338 è un satellite artificiale russo.